# Agony (videogioco 2018)
Agony è un videogioco survival horror dark fantasy sviluppato da Madmind Studio e pubblicato da PlayWay. Il giocatore inizia il viaggio come un'anima tormentata nelle profondità dell'Inferno senza alcun ricordo del proprio passato. La speciale abilità di controllare le persone sul suo cammino e di possedere demoni deboli, fornisce al giocatore le misure necessarie per sopravvivere nelle condizioni estreme in cui si trova. Uscito nel 2018, il gioco ha ricevuto recensioni negative da parte della critica.

## Trama
La storia segue le vicende di un'anima perduta intrappolata all'Inferno senza alcun ricordo della sua vita precedente. L'unica cosa certa che sa è che deve trovare la Dea Rossa, una potente entità che si dice sia in grado di riportare in vita le anime. Determinato, decide di raggiungere il covo della Dea Rossa, facendosi strada in un mondo oscuro popolato da anime tormentate e feroci demoni. Durante il viaggio si viene a sapere che il protagonista era un re di un'antica terra, il quale fece un patto faustiano con la stessa Dea Rossa; viene inoltre rivelato il suo nome: la Dea Rossa lo chiama Nimrod, mentre altre anime condannate Amraphel, alcune delle quali si ricordano di lui e lo accusano di essere dannati all'Inferno a causa degli atti che ha commesso mentre era in vita.
La storia presenta otto finali, sbloccabili a seconda di come il giocatore progredisce e compie determinate azioni.
- Finale normale: se Nimrod continua il suo viaggio per trovare la Dea Rossa, alla fine arriva al suo ex castello e parla con la Dea Rossa sul suo trono, la quale gli chiede di fare un altro compito per dimostrare la sua lealtà nei suoi confronti, per poi ordinare alla sua Succube di ucciderlo, liberando la sua anima per farlo entrare nella Torre di Babele, dove deve combattere la Bestia, un gigantesco demone nonché "l'animale domestico" della Dea Rossa. Con uno stratagemma Nimrod riesce a possedere la Bestia e comincia a usarla per cercare di uccidere la Dea Rossa in quanto egli vuole governare sull'Inferno. La Dea Rossa, tuttavia, da tempo a conoscenza dei suoi veri intenti, lo attira ai cancelli dell'Inferno facendogli rompere il sigillo che lo divideva dalla Terra, per poi separare Nimrod dalla Bestia. La Dea Rossa gli spiega di come avesse bisogno che Nimrod possedesse la Bestia e la tradisse di nuovo per lasciare che la sua rabbia interiore rompesse il cancello in modo da portare l'Apocalisse sull'umanità. La Dea Rossa ringrazia Nimrod e gli dà un bacio d'addio, riportandolo in vita. Nimrod si risveglia sulla Terra in un tempo futuro, giusto in tempo per vedere la Dea Rossa emergere dal mare sopra alla Bestia, trasformando l'oceano in rosso, dai cieli piove sangue e delle locuste fuoriescono dal demone, iniziando la sua conquista della Terra, mentre Nimrod viene schiacciato da un piede della Bestia condannandolo a essere nuovamente imprigionato all'Inferno.
- Finale cattivo: per sbloccare questo finale bisogna uccidere trenta o più nemici durante il gioco (comprese le anime dannate), per poi dirigersi alla cattedrale nel quarto livello. Nimrod arriva al suo ex castello e cammina verso una tavola da pranzo dove incontra la Dea Rossa insieme alla sua Succube e altri demoni femminili, la quale gli fa' cenno di sedersi e offrendogli da bere un vino scarlatto. Dopo averlo bevuto, Nimrod inizia ad accusare degli strani sintomi e si trasforma in un Chort. La Dea Rossa gli intima quindi di scegliersi la donna che vuole tra le tante, e Nimrod sceglie la Succube consumando un rapporto con lei. In seguito, però, Nimrod rimane stordito, sentendo la Dea Rossa dirgli "Non ti preoccupare, saremo sempre insieme". Poche ore dopo, Nimrod si ritrova imprigionato nella tana dei ragni e ulula di rabbia e tristezza.
- Finale buono: per sbloccare questo finale bisogna trovare i quattro angeli presenti nel gioco. Nimrod corre verso due Angeli che prendendolo per mano volano verso il cielo. In quel momento, però, appare la Dea Rossa, dicendo che non si sarebbe mai aspettata che gli Angeli caduti l'avrebbero tradita solo per lui, dopodiché afferra Nimrod, dicendogli che possono prendere il suo corpo ma la sua anima sarà sempre sua. Strappa così l'anima di Nimrod dal suo corpo attuale, il quale ha ora perso la possibilità di sfuggire all'Inferno con l'aiuto della Dea Rossa.
- Finale folle: per sbloccare questo finale bisogna restare fermi nella Mente Fungo per cinque minuti fissando il Fungo cosmico. Nimrod perde la ragione, e decide di ostruire alcune parti dell'Inferno usando gli infanti deformi come parti bloccanti, e permettere alla Succube e a diverse altre di avere del tempo con lui. Dopo aver finito il lavoro, fissa la Succube per alcuni secondi e la sua mente si oscura, dimenticando il suo obbiettivo.
- Finale Baphomet: per sbloccare questo finale bisogna sconfiggere il primo boss, trovare la statuetta di Baphomet nella Foresta Frattale e andare nella direzione opposta nella Mente Fungo. Baphomet tende un'imboscata a Nimrod, spiegandogli come la sua anima dovrebbero appartenere al Signore Oscuro e non alla Dea Rossa o alla sua Bestia, dopodiché riduce in pezzi Nimrod e cattura la sua anima, contenendolo in un infinito baratro di oscurità.
- Finale Succube: per sbloccare questo finale bisogna completare la storia nei panni della Succube. La Succube ritorna dalla Dea Rossa nella parte più profonda del castello, trovandola sdraiata su un tavolo di pietra. A questo punto entrambe mettono in atto un piano secondo cui la Succube avrebbe riottenuto le sue ali sacrificando con un pugnale il bambino che porta dentro (in base agli eventi visti nel Finale cattivo) quando Nimrod si unirà di nuovo a lei (suggerendo che forse egli si risveglierà in un universo alternativo), per poi sdraiarsi e fissandosi l'un l'altra dormendo beatamente.
- Finale Nimrod: il vero finale del gioco, ottenuto completando i finali cattivo e Succube e ricollegandosi agli eventi di quest'ultimo. Nimrod scende più a fondo nel castello e trova la Succube, la quale dice di come egli aveva bisogno di vergini per un rituale imminente affermando che non può più aiutarlo a questo punto, ma dice che possono avere ancora momenti d'amore. Nimrod si unisce di nuovo con la Succube, ma mentre è distratto quest'ultima alza il pugnale e colpisce il bambino dentro di lei. Nimrod indietreggia per paura di ciò che ha fatto a sé stessa, ma la Succube gli dice solo "È fatta...". Poi nota che la porta dietro di lei si apre e lei gli dice di andare avanti e di non preoccuparsi. Indossando le Vesti di Adamo, Nimrod si dirige verso la sua sala del trono, mentre i demoni lo notano e iniziano a venerarlo come il loro dio. Una volta seduto sul trono chiude gli occhi, ricordandosi tutto ciò che ha fatto e vissuto e le innumerevoli persone che ha sacrificato, per poi riaprirli e accettare il suo ruolo come nuovo Re dell'Inferno.
- Finale Regina: per sbloccare questo finale bisogna uccidere trenta infanti nei panni della Succube. Riacquistate di nuovo le sue ali e giungendo al castello di Nimrod, la Succube viene nominata da quest’ultimo come sua regina indossando le vesti che il suo signore le offre. Benché accetti il suo nuovo ruolo la Succube preferisce continuare a vagare nelle terre selvagge dell'Inferno e a difendere il proprio dominio piuttosto che vivere nel lusso.

## Personaggi
- Nimrod: il protagonista, inizialmente non ricorda nulla dopo la sua discesa all'Inferno ma trovando vari scritti la sua figura viene a delinearsi sempre di più: un tempo Nimrod era un re, ossessionato dal desiderio di dominare il Paradiso e diventare un dio, al punto da portarlo ad adorare la Dea Rossa formando numerosi culti, rituali e sacrifici in suo nome, creando addirittura una torre che "raggiunga i cieli", e in cambio ella lo fece diventare un essere a metà tra un demone e un umano. Al fine, però, di accumulare sempre più potere Nimrod decise che avrebbe dominato anche l'Inferno, anche se questo significava tradire la Dea Rossa e sottometterla. Una notte, però, uno degli schiavi gli diede delle bacche avvelenate che, dopo avergli provocato allucinazioni in cui vedeva il demone interiore di chiunque gli fosse accanto, lo portarono alla morte facendolo sprofondare all'Inferno. Per sopravvivere in questo ambiente ostile, Nimrod scopre di avere la capacità di possedere i corpi delle anime martoriate e dei demoni con una volontà debole. Alla fine, secondo il percorso canonico formato dai finali "Cattivo", "Succube", "Nimrod" e "Regina", egli diventa il nuovo Re dell'Inferno con la Succube come sua regina.
- Dea Rossa: un'entità che esiste dal giorno in cui Dio creò l'Umanità, la Dea Rossa si presenta come una donna nuda e ricoperta di sangue che si diverte con fare seducente e lussurioso con le creazioni di Dio compiacendosi della loro sofferenza. È conosciuta con innumerevoli nomi e forme, adorata come divinità diverse in tutto il mondo, come Inanna in Sumer, Ishtar a Babilonia, Iside in Egitto, Lilith dagli ebrei, la meretrice di Babilonia dai cristiani, ecc. La sua vera identità rimane ancora oscura. Durante l'ascesa di Nimrod, inizia a interessarsi alla sua volontà di potere e all'obiettivo di governare i Cieli, perciò decide di assisterlo, dandogli poteri demoniaci e trasformandolo nel primo essere metà umano e demoniaco che cammina sulla Terra. La Dea Rossa rimase molto colpita dalla volontà di Nimrod, tanto da non capire che lui, in segreto, voleva prendere anche l'Inferno per sé stesso e renderla sua schiava. Quando lo venne a sapere, la Dea Rossa decise di punire Nimrod personalmente, solo per scoprire che uno dei suoi schiavi lo aveva avvelenato, decidendo comunque di finirlo e mandandolo all'Inferno. Nonostante tutto prova ancora dei lussuriosi affetti verso Nimrod, e per un motivo ancora ignoto vuole che le succeda come governante dell'Inferno.
- Succube: una delle tante Succubi che popolano l'Inferno, ma con caratteristiche e personalità differenti: a differenza delle altre Succubi è sadica e sociopatica, provando piacere nell'uccidere le sue vittime e godendo delle loro sofferenze invece di provare piacere in attività sessuali; per certi versi ricorda molto la Dea Rossa, e infatti è sempre accanto alla sua signora, anche se non è chiaro che tipo di legame c'è tra le due. Inoltre presenta caratteristiche più umane, tra cui lunghi capelli biondi, possiede una coda (cosa rara per le Succubi) e presenta una ferita sulla schiena simile a delle ali strappate. Inizialmente non prova alcun interesse per Nimrod, definendolo il "cucciolo" della sua signora, e lo insulta ad ogni incontro, per poi nutrire un certo interesse per la sua volontà di trovare una via d'uscita dall'Inferno, dato che nessuno è riuscito a farlo al di là delle aspettative. Secondo il percorso canonico formato dai finali "Cattivo", "Succube", "Nimrod" e "Regina", si scopre che ha fatto un patto con la Dea Rossa per riottenere le sue ali, ovvero sacrificare il bambino concepito con Nimrod durante il primo finale quando egli si unirà di nuovo con lei. A seguito dell'incoronazione di Nimrod come nuovo Re dell'Inferno, la Succube, riacquistate le sue ali, giunge al suo castello e viene incoronata regina, tuttavia decide di continuare a vagare nelle terre selvagge dell'Inferno e a difendere il proprio dominio piuttosto che vivere nel lusso di una regina.

### Nemici
- Onoskelis: le Onoskelis sono orribili demoni femminili con una testa che ricorda una dionea e gambe caprine, e sono in grado di lanciare palle di fuoco e forti raffiche di vento; alcune hanno anche dei gioielli e/o corni sporgenti su certe parti del loro corpo. Sono mentalmente instabili, e quando catturano una preda a volte si eccitano sessualmente, ma tornano rapidamente al loro stato primitivo e uccidono brutalmente la vittima, dimostrando che possiedono sentimenti di eccitazione ma riescono a malapena a esprimerli a causa dell'istinto primordiale che opprime la loro brama carnale. Essendo cieche cacciano usando l'udito, per cui è facile aggirarle restando fermi e trattenendo il respiro oppure lanciando una torcia in quanto attratte dal calore.
- Ifrit: gli Ifrit sono demoni infuocati che sono reincarnazioni delle anime di uomini e donne che hanno peccato più di chiunque altro sulla Terra e nell'Inferno, agiscono come esseri vendicativi che cacciano e puniscono i peccatori. Presentano due tentacoli al posto delle gambe e fluttuano nell'aria per trovare anime da bruciare, torturare o terrorizzare. A differenza degli altri demoni gli Ifrit non sono ciechi, e una volta che prendono di mira una preda la inseguono instancabilmente per bruciarla viva.
- Dee orrende: le Dee orrende sono enormi bestie deformi, con diverse piccole mani, senza occhi, due bocche e corna di varia grandezza. Non hanno alcuno scopo utile alla Dea Rossa e di fatto rientrano nella categoria dei demoni deboli, ma sono molto territoriali. La migliore strategia per evitare queste creature è ingannarle spostandole in un punto prestabilito.

### Boss
- Baphomet: Baphomet è un grande e orribile demone con un corpo umanoide dotato di seni femminili con molte caratteristiche caprine, tra cui una testa da capra a doppia faccia con due lunghe corna e tre occhi, zoccoli possenti, due paia di braccia con mani artigliate e due ali scarlatte. Baphomet è estremamente selvaggio per natura, muovendosi molto velocemente e uccidendo la sua preda staccandone la testa a morsi. Disprezza la Dea Rossa e la sua Bestia e non accetta il fatto che l'Inferno sia dominato da loro due, tuttavia i suoi sforzi per liberare l'Inferno dalla loro influenza si sono rivelati inutili. Ora aspetta che arrivi il momento in cui sarà lui a governarlo.
- Chort: i Chort sono demoni dal corpo enorme e muscoloso con lunghe code, unghie affilate come rasoi e zampe posteriori con i piedi simili a zampe di animali che sfoggiano tre dita artigliate ciascuna. La faccia presenta due volti umani sfigurati, privi di occhi e denti, che sfoggiano un paio di tentacoli rossi che agiscono come corni, e hanno una visione a tunnel non potendo vedere da molto lontano. Sono tra i demoni più fedeli alla Dea Rossa e attaccano con forza bruta.
- Chort mastodontico: giganteschi demoni simili ai Chort differenziandosi per le proporzioni molto più grandi, vestiti con drappi rossi strappati e sulla testa presentano un teschio di capra con lunghe corna. Sono altamente aggressivi e attaccano qualsiasi cosa a vista.
- La Bestia: boss finale del gioco, la Bestia si presenta come un gigantesco demone di colore rosso con due enormi ali membranose e una testa formata da sei facce sormontate da una di drago, un ulteriore braccio su quello sinistro mentre su quello destro è presente una bocca nodosa. A differenza degli altri demoni non è nato nell'Inferno ma è stato creato dalla Dea Rossa dall'ombra del peccato e della depravazione, facendone una manifestazione della pazzia e brutalità. Infatti, nonostante si dimostri molto fedele alla sua padrona, la sua mente è animalesca e la sua tremenda forza ha fatto sì che venisse temuto in tutto l'Inferno.

## Modalità di gioco
Il giocatore controlla un'anima condannata all'inferno che possiede l'abilità unica di possedere gli altri e, più avanti nel gioco, demoni minori e più grandi, permettendo di usare abilità speciali. Il giocatore può anche accovacciarsi e trattenere il respiro per evitare i demoni. Sono presenti diversi puzzle che una volta risolti sbloccano nuove aree, statuette nascoste che il giocatore può collezionare e dei dipinti.

## Produzione
A novembre 2016 gli sviluppatori di Agony avevano avviato una campagna Kickstarter per finanziare la creazione del gioco. La campagna superò il suo obiettivo e si concluse a dicembre 2016. Il gioco era originariamente programmato per essere pubblicato il 30 marzo 2018, ma fu rinviato al 29 maggio. Il gioco all'inizio ricevette una valutazione "Solo per adulti" dalla Entertainment Software Rating Board a causa del suo livello di violenza. Ciò ha portato gli sviluppatori a ridurre alcune delle scene violente per consentire al gioco di ricevere un rating "Maturo" permettendo che venisse valutato da PEGI. Una patch programmata per PC "Solo per adulti" è stata successivamente eliminata a causa di "problemi legali". Tuttavia, il 6 giugno 2018, gli sviluppatori dissero che stavano "parlando con i rappresentanti di Steam" sull'offerta di Agony UNREATED come "un titolo separato prodotto e pubblicato da Madmind Studio e senza il coinvolgimento di alcun editore". Per coloro che già possedevano il gioco originale, questa versione sarebbe stata un DLC gratuito o un acquisto separato al 99% di sconto, che è il più alto sconto possibile sulla piattaforma di Steam. Dopo aver annunciato i problemi finanziari dell'azienda e aver annullato la versione Unrated del gioco, 1º agosto 2018 il gioco base si è arricchito di una quantità considerevole di aggiornamenti sulle piattaforme su cui ha debuttato. Il 5 settembre 2018, Madmind Studio ha annunciato una partnership con Forever Entertainment per portare Agony su Nintendo Switch previsto nel 2018.

## Recensioni
Agony è stato accolto con "recensioni generalmente sfavorevoli" secondo Metacritic. Sulla rivista The Escapist Ben "Yahtzee" Croshaw affermò riferendosi al gioco come "frattaglie liquefatte", criticando anche la meccanica della furtività definendola spietata. Più tardi lo classificò come il secondo peggior gioco del 2018, dopo The Quiet Man.

## Sequel
È stato annunciato un seguito intitolato Succubus, avente come protagonista la Succube. Il gioco si differenzierà dal primo per l’implementazione di sequenze d’azione.